# Taracus birsteini
Taracus birsteini is een hooiwagen uit de familie Sabaconidae.